# Nhà thờ chính tòa Burgo de Osma
Nhà thờ chính tòa Burgo de Osma là một nhà thờ kiến trúc Gothic Burgo de Osma-Ciudad de Osma, nằm ở trung tâm Tây Ban Nha, xây dựng trên khu vực trước kia là nhà thờ Roman. Nhà thờ là nơi bảo tồn tốt nhất từ thời Trung Cổ tại Tây Ban Nha và được xem là ví dụ tốt nhất của kiến trúc Gothic thế kỷ 13 ở Tây Ban Nha. Việc xây dựng nhà thờ bắt đầu năm 1232, và hoàn thành năm 1784. Tu viện có từ năm 1512. Tháp có từ năm 739. Nhà thờ được cung hiến Lễ Đức Mẹ Lên Trời.

## Bảo tàng

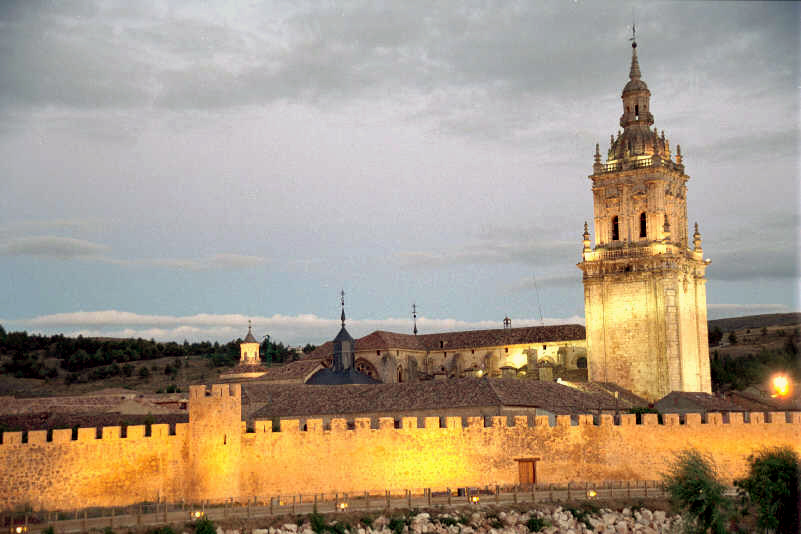
Cảnh nhìn tổng quan dinh thự

Bảo tàng nhà thờ lưu trữ nhiều kỷ vật tôn giáo có tính nghệ thuật, trong số chúng là Chú thích trên Sách Khải Huyền từ năm 1086.